# Encierros de Calasparra
Los encierros de  Calasparra son un festejo popular taurino que se celebra en la localidad de Calasparra (Murcia, España) del 3 al 8 de septiembre con motivo de la celebración de la Virgen de la Esperanza.

## Origen de las fiestas
La primera vez que ahí constancia de celebración de espectáculos taurinos en el municipio fue en 1608 con motivo de la celebración de la llegada del Comendador del municipio.
Desde 1639 se celebraban por el mes de julio una serie de acontecimientos taurinos que se desarrollaban en una plaza de toros provisional que se creaba con tablado de madera y carros, para trasladar las reses hasta la plaza, donde se lidiaban, lo hacían a través de un encierro por las calles del municipio.
Tras la construcción de la Plaza de toros en 1896 supuso la desaparición de los encierros ya que se comenzaron a organizar corridas de toros.
En el año 1999 el Ayuntamiento de Calasparra decidió recuperar los encierros que se celebraban en la localidad en el mes de julio aunque en esta ocasión se realiza con motivo de Virgen de la Esperanza durante el mes de septiembre.

## Descripción del festejo
Los encierros salen desde la Plaza de la Constitución siguiendo un recorrido de aproximadamente 900 metros hasta el coso de La Caverina, donde por la tarde tiene lugar la lidia de los novillos en las novilladas con picadores que componen la Feria Taurina del Arroz.

## Reconocimientos
Los encierros fueron declarado como fiesta de Interés Turístico Regional.